# Peter Wurm
Peter Wurm (* 23. Februar 1965 in Hall in Tirol) ist ein rechtsextremer österreichischer Politiker der Freiheitlichen Partei Österreichs (FPÖ) und Unternehmer. Er ist seit 2013 Abgeordneter zum österreichischen Nationalrat.

## Ausbildung und Beruf
Wurm besuchte zwischen 1971 und 1975 die Volksschule Hall in Tirol und wechselte danach von 1975 bis 1979 an die Integrierte Gesamtschule Hall in Tirol. Er war im Anschluss von 1979 bis 1984 an der Handelsakademie und legte hier die Matura ab. Seinen Präsenzdienst leistete er beim Landwehrstammregiment 61 ab. Beruflich war Wurm von 1985 bis 1987 als Dispatcher bei Tyrolean Airways tätig. Danach arbeitete er von 1987 bis 1989 als Direktionsassistent bei Vinorama/Morandell und wechselte danach von 1989 bis 1994 in die Funktion eines Gebietsverkaufsleiters für Ost-Österreich für Morandell. Im Anschluss wechselte er 1994 zur Brauerei Stiegl, wo er von 1994 bis 1995 als Verkaufsleiter Gastronomie National und danach bis 1999 als Bereichsleiter Gastronomie tätig war. Von 1998 bis 2005 war er Teilhaber der Moser Sonnenschutz GmbH. Wurm ist seit 2003 29-Prozent-Teilhaber der Seagull Trading GmbH, seit 2006 50-Prozent-Teilhaber und Geschäftsführer der Oscar Solutions GmbH und seit 2007 Teilhaber und Geschäftsführer der SPAK Handels GmbH. Des Weiteren ist Wurm seit Februar 2013 unbeschränkt haftender Gesellschafter der Wurm Immobilienverwaltung OG.

## Politik und Funktionen
Wurm ist seit 2004 Mitglied des Gemeinderates der Gemeinde Mils bei Hall und innerparteilich seit 2008 als Mitglied des Landesparteipräsidiums der FPÖ Tirol aktiv. Er wurde 2008 zudem Mitglied des Landesparteivorstandes der FPÖ Tirol und Landesfinanzreferent der FPÖ Tirol. 2010 erfolgte seine Wahl zum Bezirksparteiobmann der FPÖ Innsbruck-Land und zum Ortsparteiobmann der FPÖ Mils. Seit 2009 ist er des Weiteren Ausschussmitglied des Tiroler Lebensmittelhandels der Wirtschaftskammer Tirol und Mitglied des Wirtschaftsparlaments der Wirtschaftskammer Tirol. 
Wurm kandidierte bei der Nationalratswahl 2013 und erlangte ein Mandat über den Regionalwahlkreis Innsbruck-Land. Er wurde am 29. Oktober 2013 als Abgeordneter angelobt und ist seit Oktober 2014 als Konsumentenschutzsprecher des freiheitlichen Parlamentsklubs tätig. Für Aufregung sorgte Wurm im April 2025, als er den NS-Begriff Umvolkung in einer Rede im Nationalrat verwendete und sich der ebenfalls der FPÖ angehörige vorsitzende Nationalratspräsident Walter Rosenkranz weigerte, seinem Parteikollegen dafür einen „Ordnungsruf“ zu erteilen, und sich nach Protesten aus allen anderen Parteien mit der „Zurücknahme“ des Begriffs durch Wurm begnügte.
Im Zuge der Gemeinderatswahl 2016 konnte die FPÖ in Mils unter der Führung von Peter Wurm ihre Mandate verdreifachen, womit er nun auch im Gemeindevorstand seiner Heimatgemeinde vertreten ist.